# ホンダアクセス
株式会社ホンダアクセス（Honda Access Corporation）は、本田技研工業が販売する四輪車の純正用品を開発、生産および販売する企業。本田技研工業の連結子会社で、本社を埼玉県新座市に置く。

## ブランド及び製品
- Modulo（モデューロ） - エアロパーツ、ホイール等
- Gathers（ギャザズ） - カーオーディオ、カーナビゲーション（OEM）

### かつて展開していた製品
- Rheos（レオス）- ヘルメット（2022年現在はオージーケーカブトとのコラボ製品の一部に使用）

## 事業所
- 本社:埼玉県新座市
- 日高事業所:埼玉県日高市
- 栃木研究所:栃木県芳賀郡芳賀町

## 沿革
- 1976年8月 - 本田技研工業株式会社と株式会社本田技術研究所の用品研究開発部門が集約統合し、株式会社ホンダ用品研究所が設立。
- 1983年10月 - 本田技研工業の用品調達・物流部門及び営業部門を統合し、株式会社ホンダ用品技研に社名変更。
- 1987年
  - 5月 - カーエアコンの製造・販売事業を開始。
  - 7月 - 株式会社ホンダアクセスに社名変更。
- 1995年10月 - 株式会社ホンダアクセス販売を設立。
- 1995年11月 - 本社を埼玉県新座市に移転。
- 2002年1月 - ホンダアクセス販売を吸収合併
- 2011年4月 - 二輪事業を本田技研工業及び本田技術研究所に移管。

## Modulo X
Modulo Xは、ホンダアクセスが開発したパーツを装着したコンプリートカーのシリーズである。2021年6月時点で、以下の車種に設定されてきた。
- N-BOX - 初代（2012年12月〜2017年8月）[2]
- N-ONE - 初代（2015年7月〜2017年11月）[3]
- ステップワゴン - 5代目（2016年10月[4]〜2017年9月、2018年4月[5]〜）

- フリード - 2代目（2017年12月[6]〜2019年10月、2020年5月[7]〜）
- S660 - Modulo X（2018年5月[8]〜）、Modulo X Version Z（2021年3月[9]〜）
- ヴェゼル - 初代（2019年11月[10]〜2021年3月）

- フィット - 4代目e:HEV（2021年6月[11]〜）